# Великий Луг (Бурятія)
Великий Луг (рос. Большой Луг) — улус Кяхтинського району, Бурятії Росії. Входить до складу Великолузького сільського поселення.
Населення — 653 особи (2010 рік).